# Orquesta Sinfónica de la Universidad de Concepción
La Orquesta Sinfónica de la Universidad de Concepción es una orquesta, que junto con el Coro de la Universidad de Concepción, forman parte de la Corporación Cultural de esta casa de estudios, situada en Concepción, Chile. El 3 de julio de 1952, una pequeña agrupación de músicos aficionados se presenta en el antiguo Teatro Concepción, bajo la dirección de Wilfried Junge. Esta es la fecha que marca el nacimiento de la Orquesta aunque se integra oficialmente a la Universidad en 1958.
La historia de la orquesta, sin embargo, se remonta a finales de la década del 40, cuando Gastón Bianchi, Alfonso Carrillo, Jorge Landaeta y Carmen Torres formaban un cuarteto de cuerdas que se reunía en la casa de esta última a ensayar en Talcahuano. A este grupo se fueron sumando nuevos y entusiastas integrantes conformando lo que sería la Orquesta del Liceo de Hombres N° 1 de Concepción. Entre ellos se debe destacar a Eduardo Meissner, pianista y autodidacta intérprete de flauta traversa. Con la intención de obtener mayores logros en la interpretación musical se reúnen con Wilfried Junge, director ayudante de Arturo Medina en los coros polifónicos, quién accede entusiasta a su propuesta, los ayuda a organizarse y los dirige. Las presentaciones se van sucediendo, interesando al entonces rector de la Universidad Enrique Molina, quién apoya la iniciativa. La ayuda se traduce en prestarles las dependencias del Teatro Concepción para ensayos y conciertos. El primer concierto de la así formada Orquesta de Cámara de Concepción, es el 28 de octubre de 1952, en el Teatro de Concepción, con motivo del primer festival de música clásica, organizado por la Federación de Estudiantes de Concepción. La orquesta en ese entonces se financiaba con el aporte de socios cooperadores.[cita requerida] y su primera Junta Directiva era presidida por Alfonso Carrillo. El 23 de abril de 1958 el Directorio de la Universidad de Concepción acuerda la incorporación definitiva de la Orquesta de Cámara a la casa de estudios. Así se contratan músicos profesionales que constituirán los puntales de los diferentes grupos o filas de la Orquesta.[cita requerida] Su incorporación a la Universidad de Concepción le permitió a la Orquesta entrar en la etapa del profesionalismo.[cita requerida]
Entre los músicos del grupo fundador y al que se incorporan profesionales podemos mencionar a Wilfried Junge (Director titular), Alfonso Carrillo ( Administrador de la Orquesta y violín), Horst Drechsler (viola), Francisco Arroyo (violín), Mario Castillo (corno), Nicolás Kotsareff (violonchelo), Héctor Razzeto (violín), Carmen Torres (violín), J. Osvaldo Espinoza, Hannes Schmeisser (violín), Werner Lindl (contrabajo), Luis Arroyo (violín), José Chesta (violín), Cornelia Rall (violonchelo) y Gastón Bianchi (viola) entre otros.[cita requerida]
Nota: el primer violonchelista de la orquesta fue Renato Cruzat Inostroza (1931-1991), quien la fundó junto a Wilfried Junge y otros. Es quien aparece en la fotografía.  
Es de destacar que la letra del himno de la Universidad de Concepción fue escrita por Víctor Domingo Silva, en 1938 y la música compuesta por Wilfried Junge en 1950.
La Orquesta Sinfónica de la Universidad de Concepción anualmente participa en variadas presentaciones. Entre las más importantes, se destaca la participación el proyecto Víctor Jara sinfónico (entre los años 2006 y 2008), que consistió en una serie de presentaciones en vivo, que culminó con la grabación de un álbum, en el cual participaron además el Coro de la Universidad y los músicos Manuel García, Guillermo Rifo y Carlos Zamora. Para ese entonces, la Orquesta estaba conformada por 54 músicos profesionales (en tanto que el coro poseía a 70 cantantes).
El año 2004, la orquesta fue galardonada gracias a su trayectoria con el Premio a la Música Presidente de la República, en el género música clásica.